# Castelul Haller din Sânpaul
Castelul Haller din Sânpaul (în maghiară Kerelőszentpáli Haller-kastély) este un ansamblu de monumente istorice aflat pe teritoriul satului Sânpaul, comuna Sânpaul. În Repertoriul Arheologic Național, monumentul apare cu codul 119475.02.01.
Ansamblul este format din două monumente:
- Castelul Haller (cod LMI MS-II-m-A-15798.01)
- Grânar (cod LMI MS-II-m-A-15798.02)

## Istoric
Cetatea din Sânpaul aflată în proprietatea lui Ferenc Alárdi a fost distrusă în urma bătăliei de la Sânpaul⁠(fr)[traduceți] din 1575. Astfel, în 1609, principele Transilvaniei, Gabriel Báthory a donat întreaga proprietate lui István Haller și fraților acestuia György și Zsigmond. Familia Haller de religie romano-catolică a deținut satul și castelul reclădit timp de 339 de ani. Construcția noului castel a fost începută de István Haller, însă a fost terminată numai în 1674 de către fiul său. Această nouă clădire a fost distrusă pe timpul luptei de independență a lui Rákóczi. Astfel, Gábor Haller a ridicat al treilea castel în 1760.

## Imagini

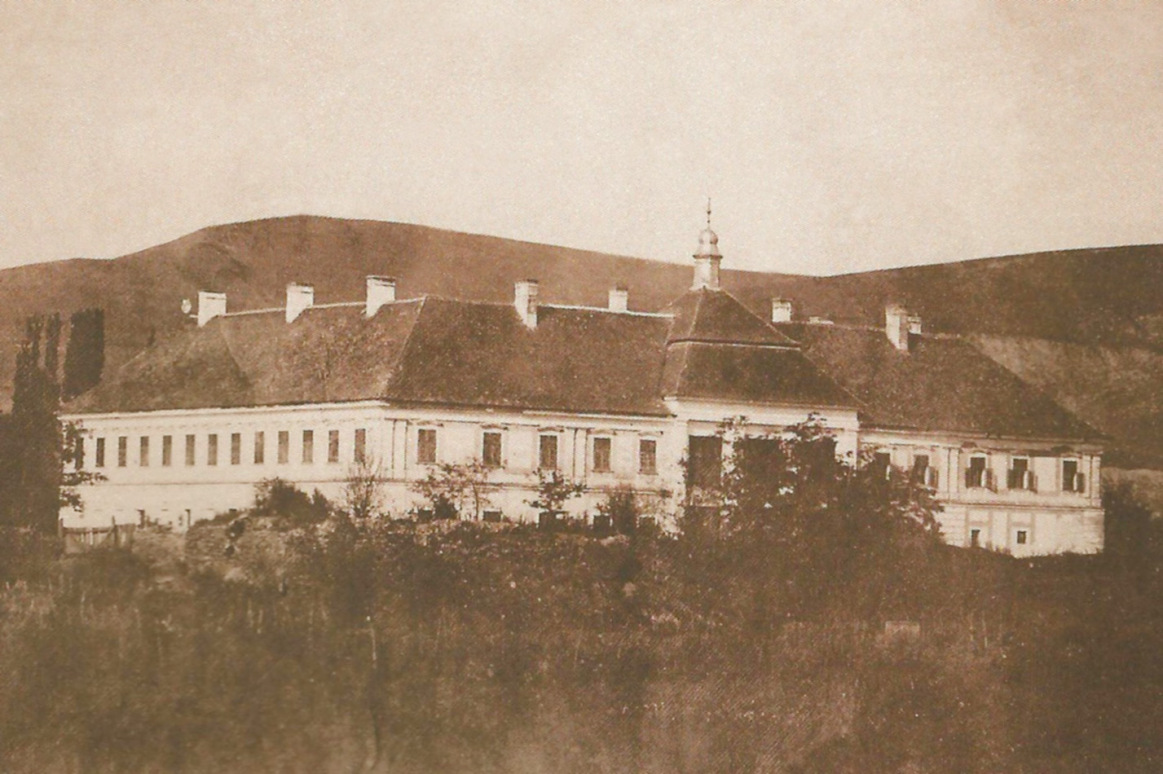
Imagine de arhivă (cca 1864)
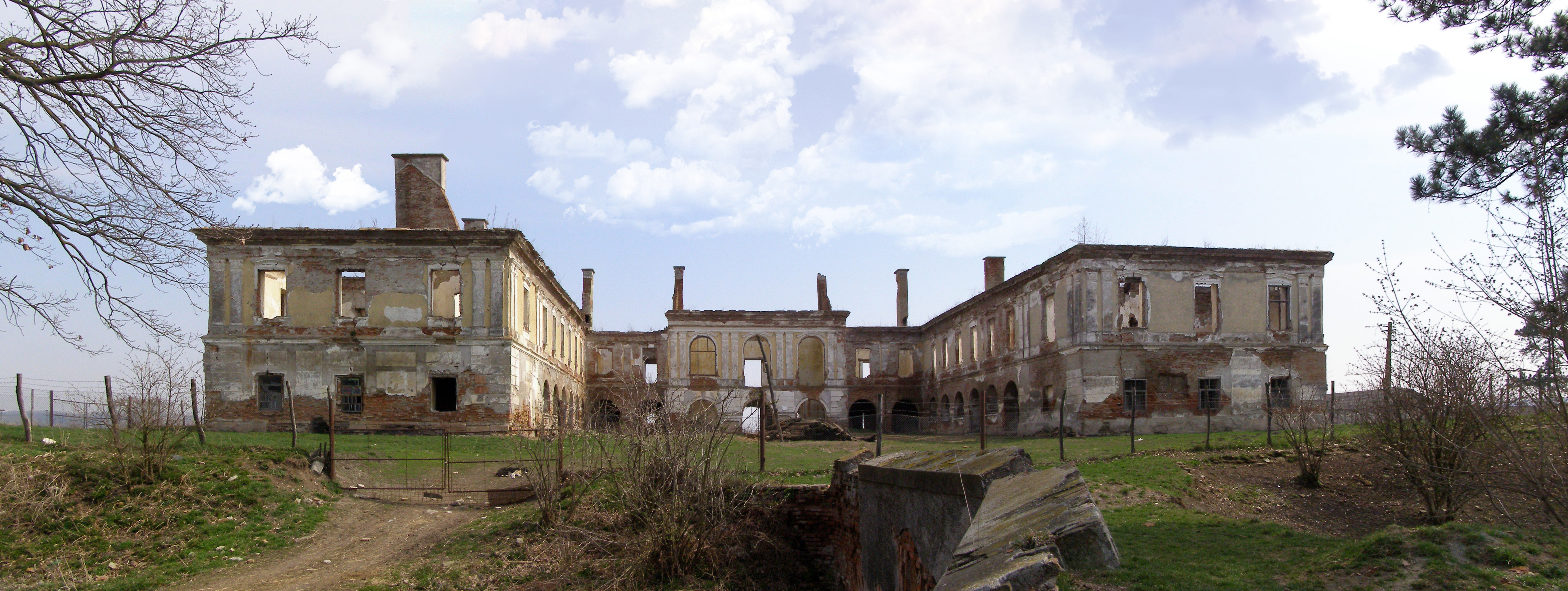
2008
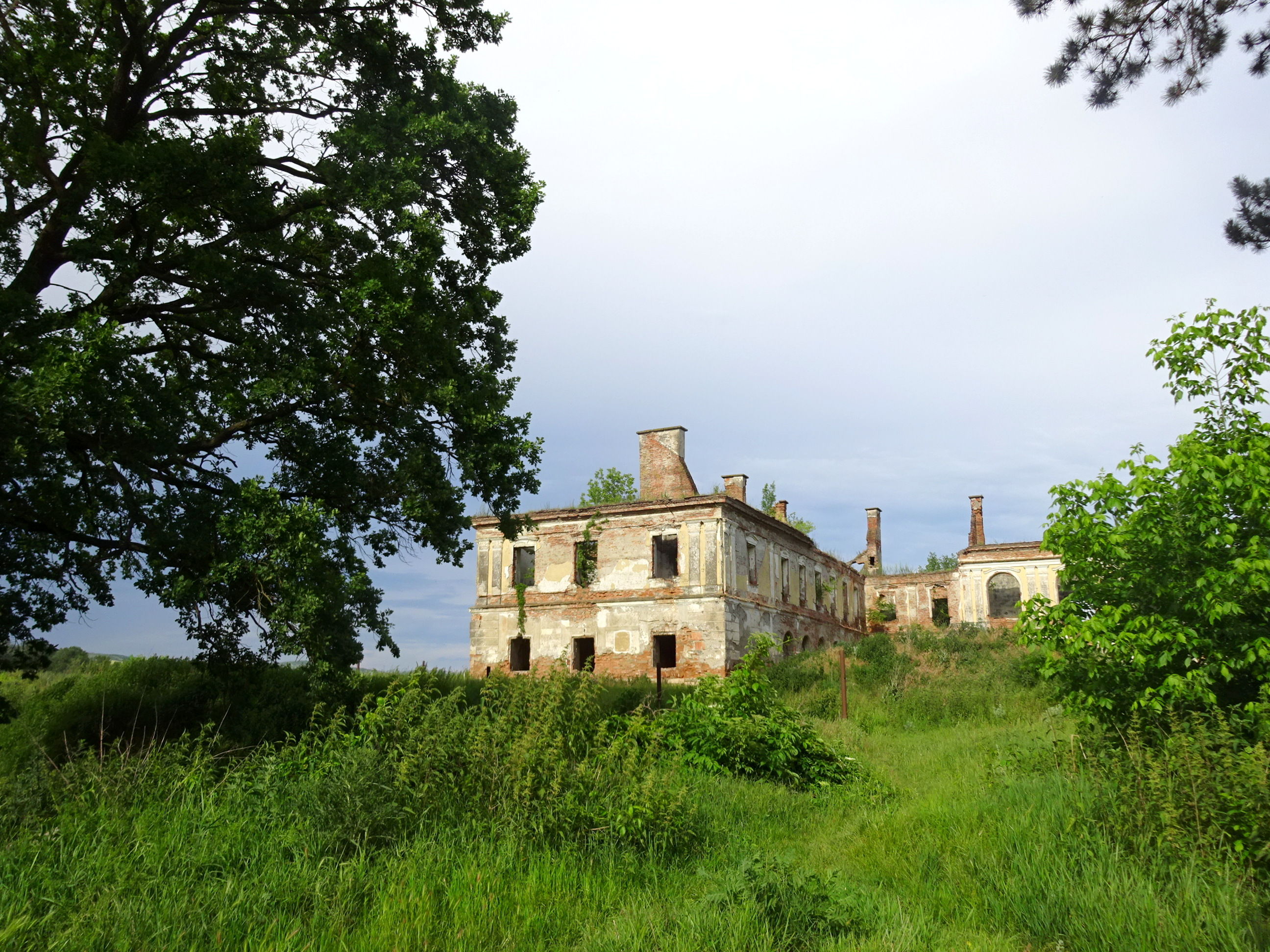
2024 (din castel s-a furat în ultimele decenii tot ce se putea căra)
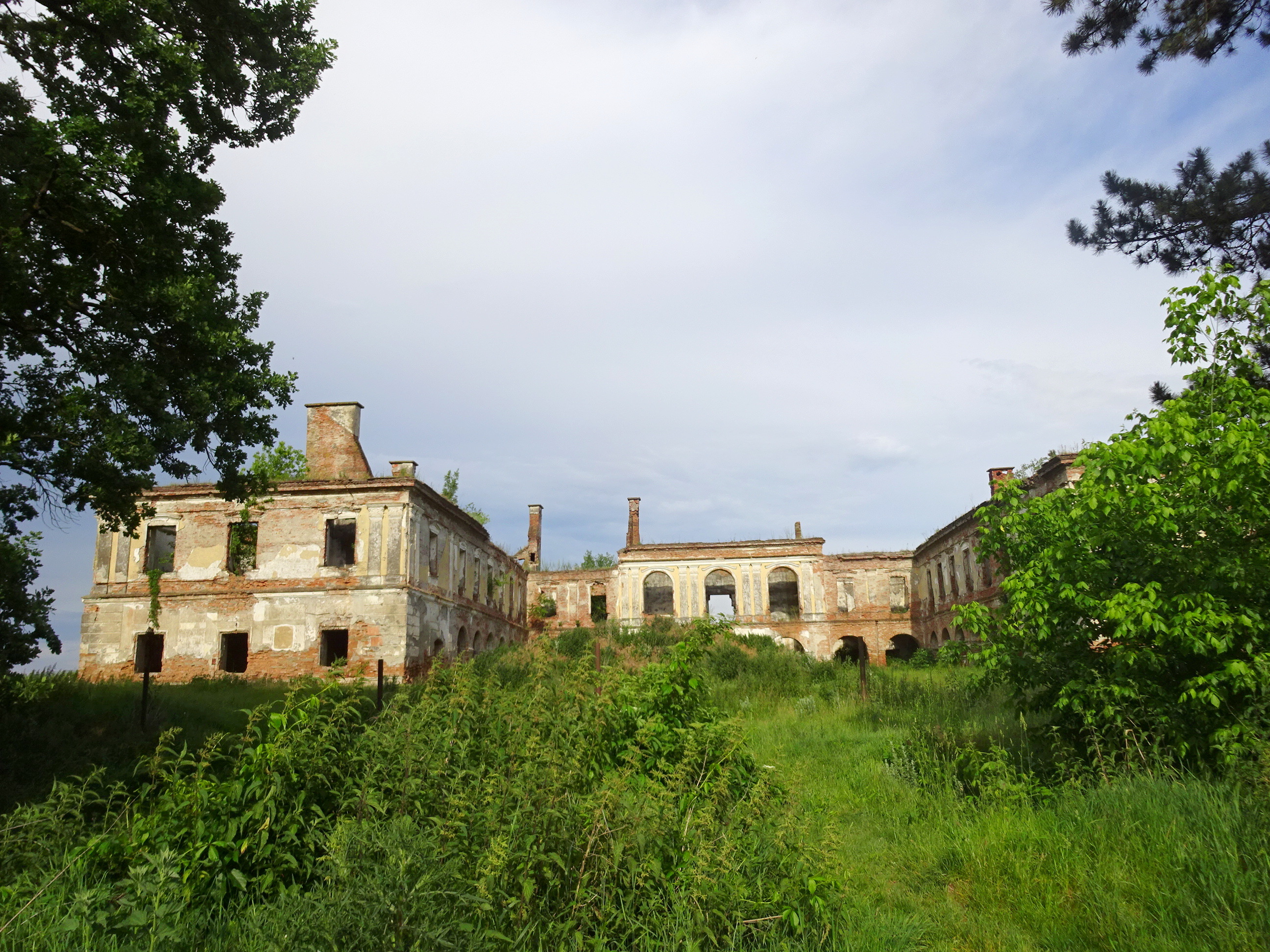
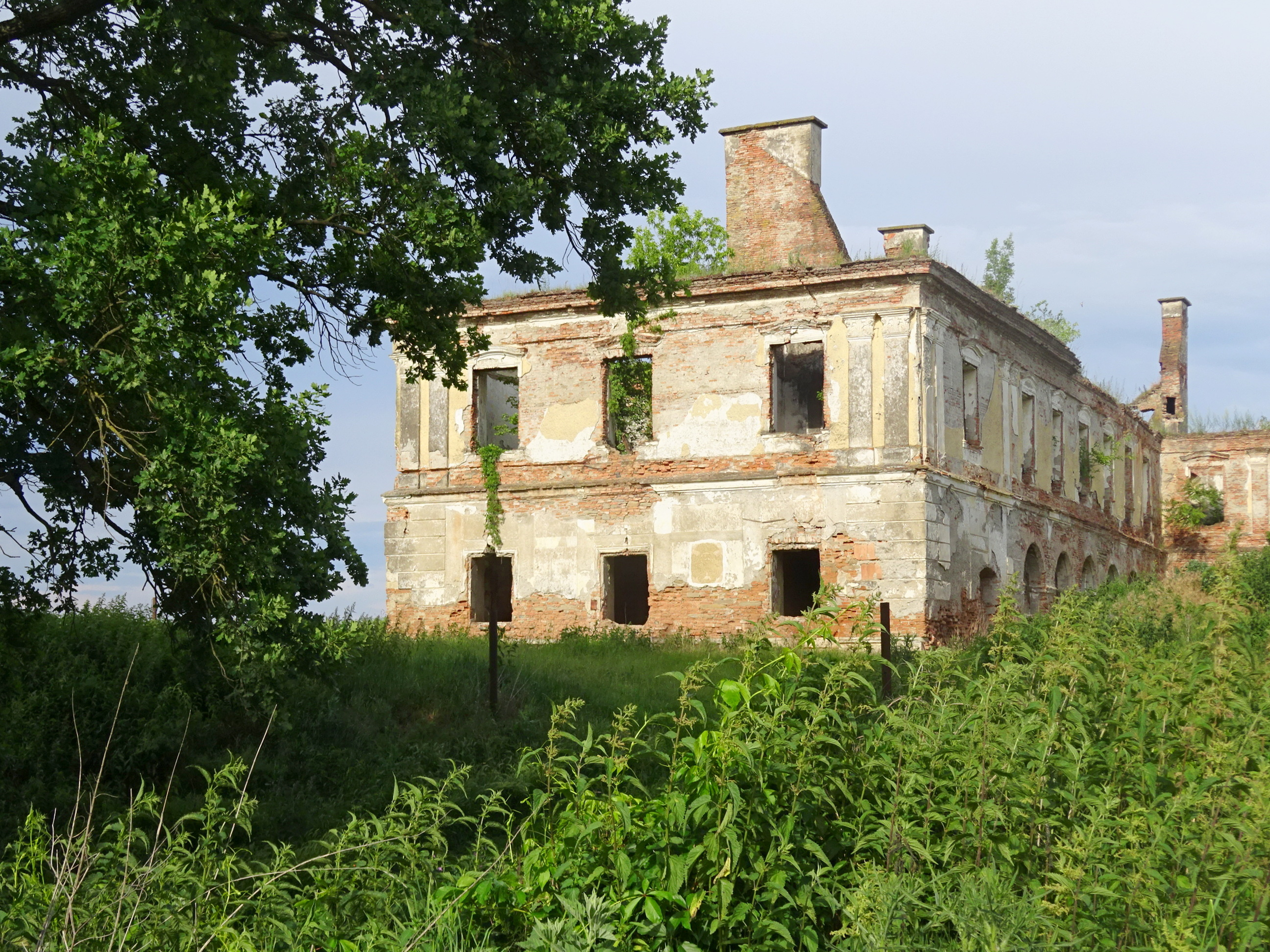
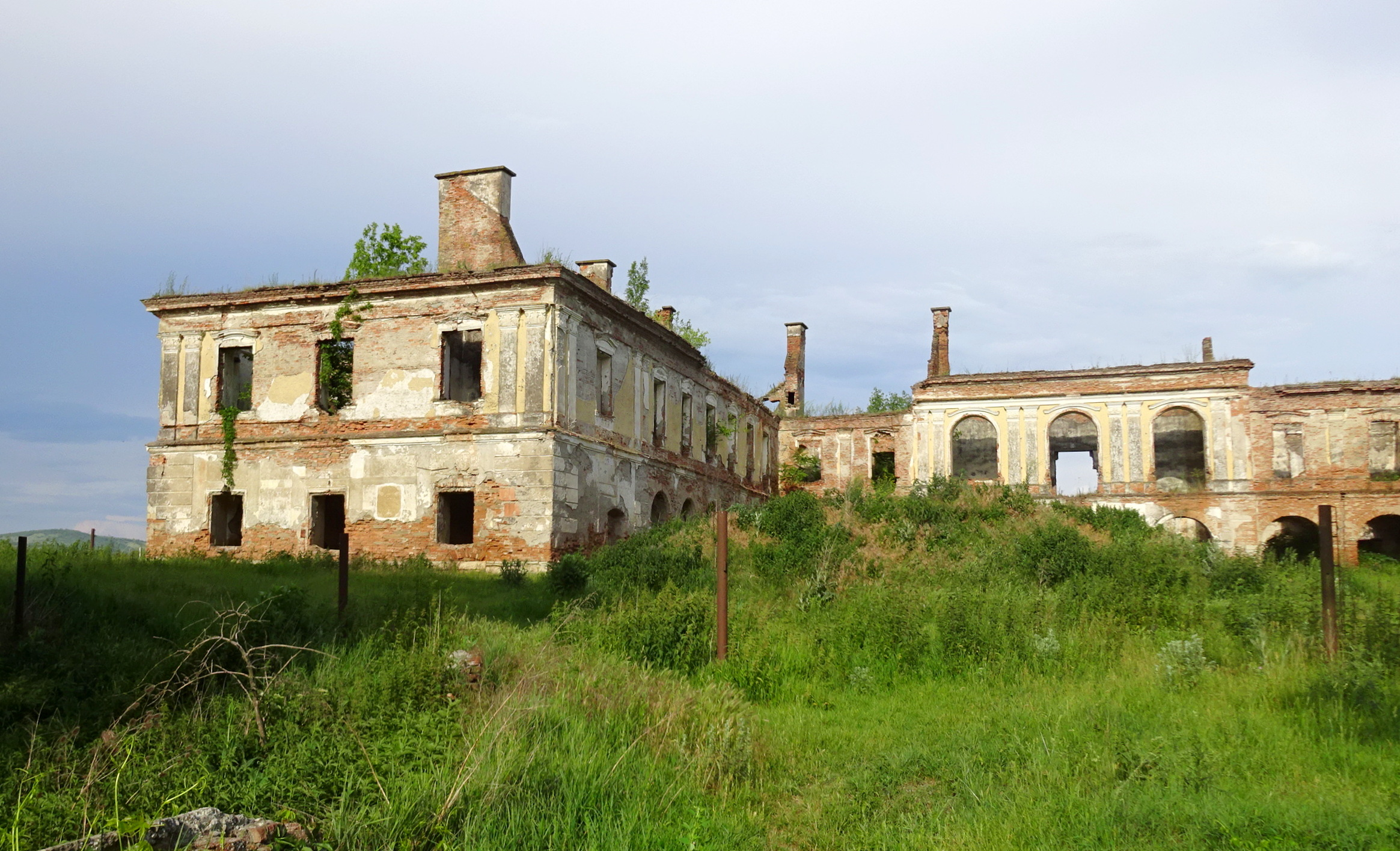
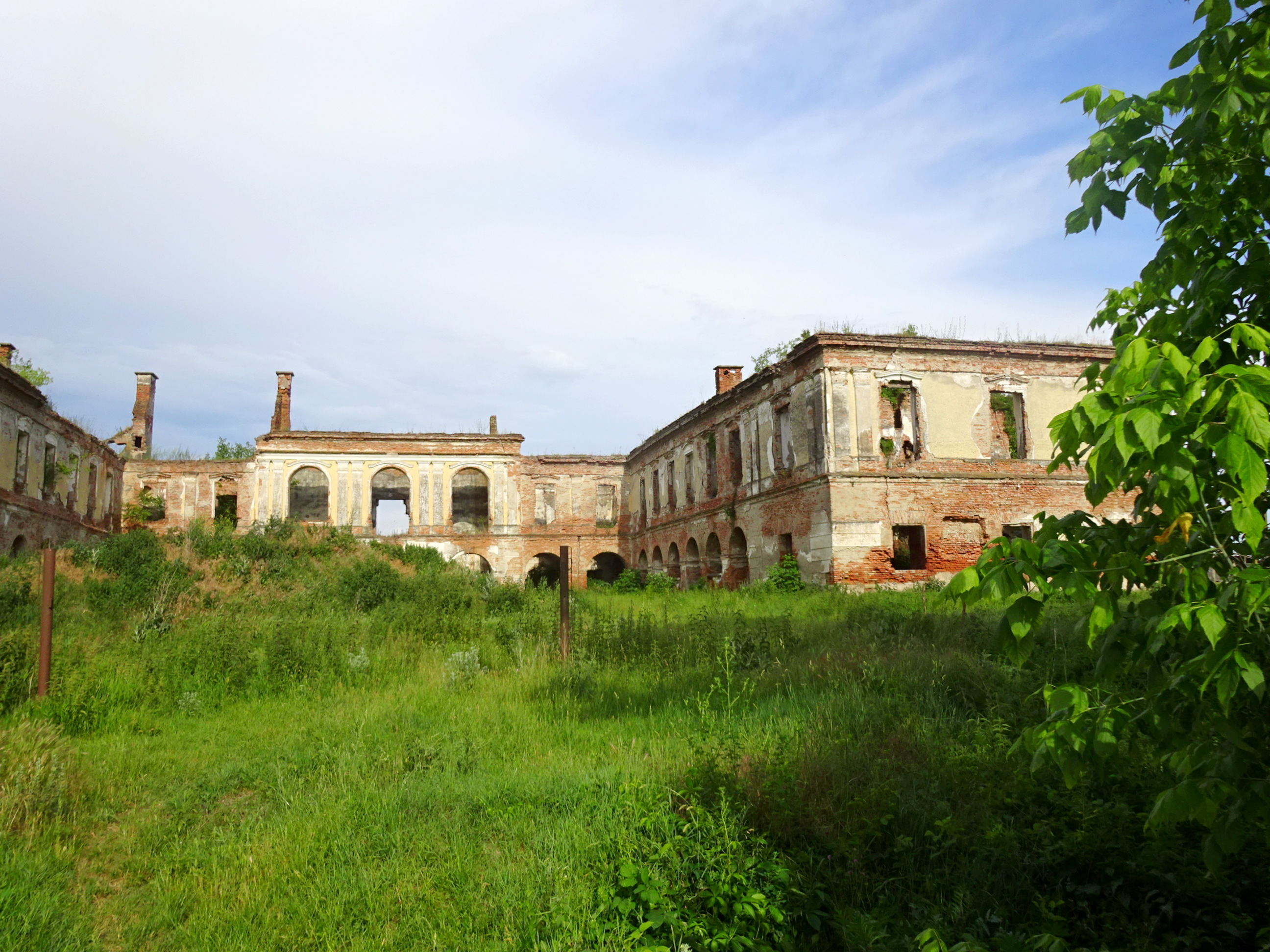
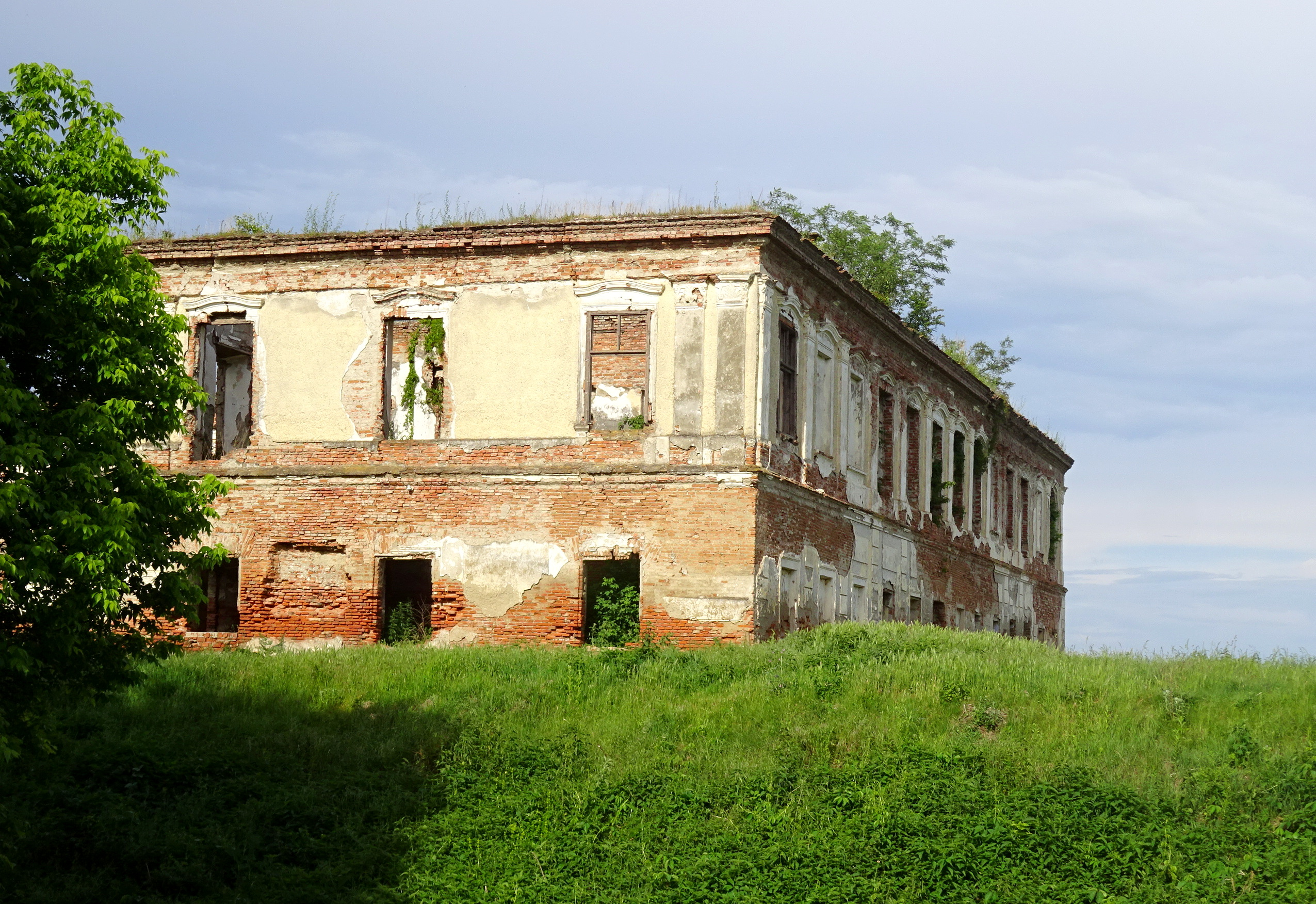
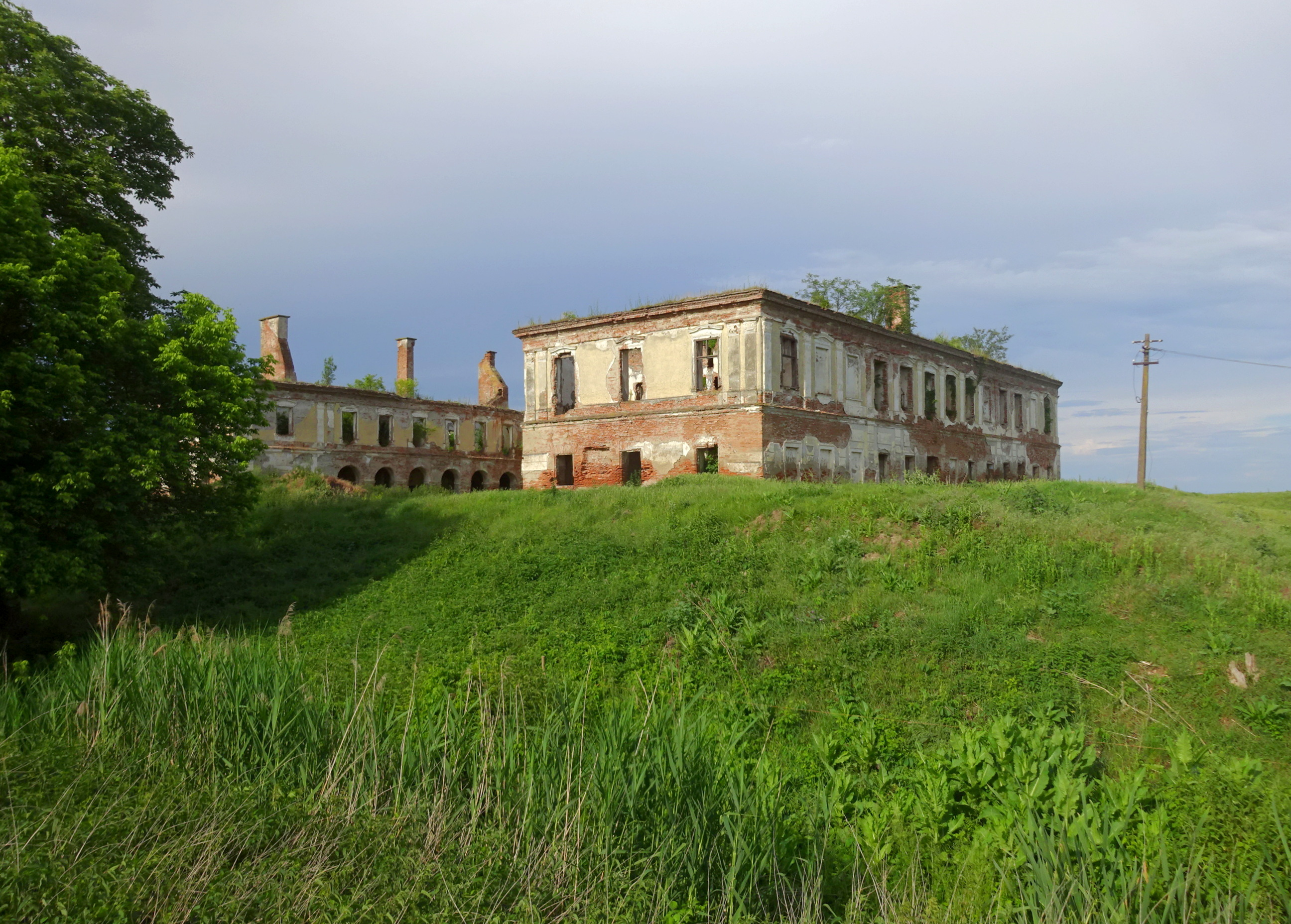
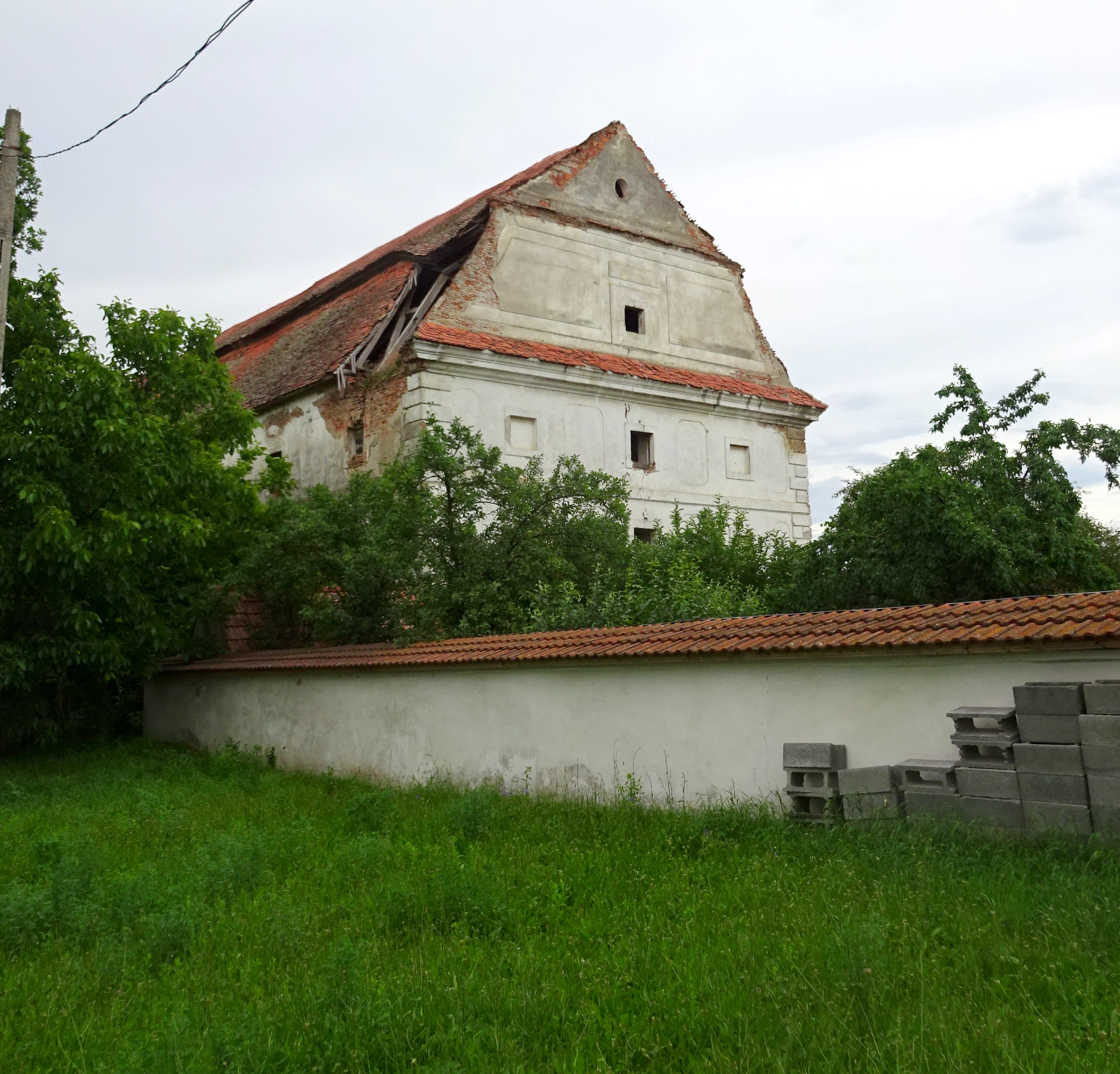
Grânarul
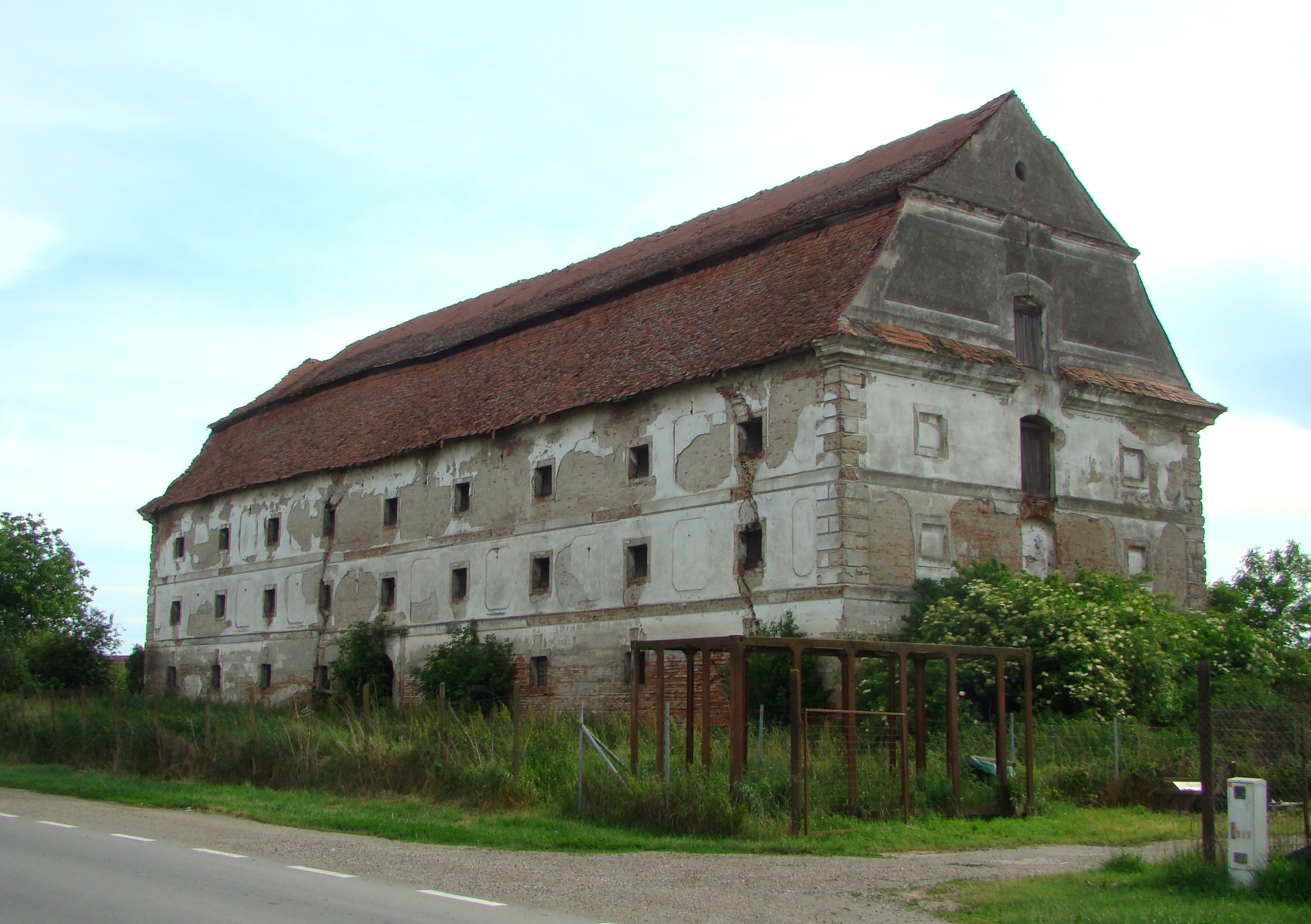
Grânarul